# Salpingidae
Los salpíngidos (Salpingidae) son una  familia de coleópteros polífagos. Son insectos forestales, la mayoría de las especies viven en la madera podrida o bajo la corteza, donde están insectos tales como los escarabajos de la corteza.
Muchos grupos se han movido dentro y fuera de esta familia, que tal como se define aquí incluye a las familias Dacoderidae, Inopeplidae y Othniidae. Se considera que tiene 45 géneros y 300 especies.

## Géneros
- Subfamilia Aegialitinae
  - Géneros: Aegialites - Antarcticodomus - Elosoma
- Subfamilia Agleninae
  - Géneros: Aglenus
- Subfamilia Dacoderinae
  - Géneros: Dacoderus - Myrmecoderus - Tretothorax
- Subfamilia Inopeplinae
  - Géneros: Aciphus - Diagrypnodes - Inopeplus - Istrisia - Uruminopeplus - †Eopeplus
- Subfamilia Lissodeminae
  - Géneros: Lissodema
- Subfamilia Othniinae
  - Géneros: Elacatis - Parelacatis
- Subfamilia Prostominiinae
  - Géneros: Serrotibia ...
- Subfamilia Salpinginae
  - Géneros Austrosalpingus - Cariderus - Colposis - Oncosalpingus - Poophylax - Rabocerus - Salpingoides - Salpingus - Trichocolposinus - Sphaeriestes - Vincenzellus

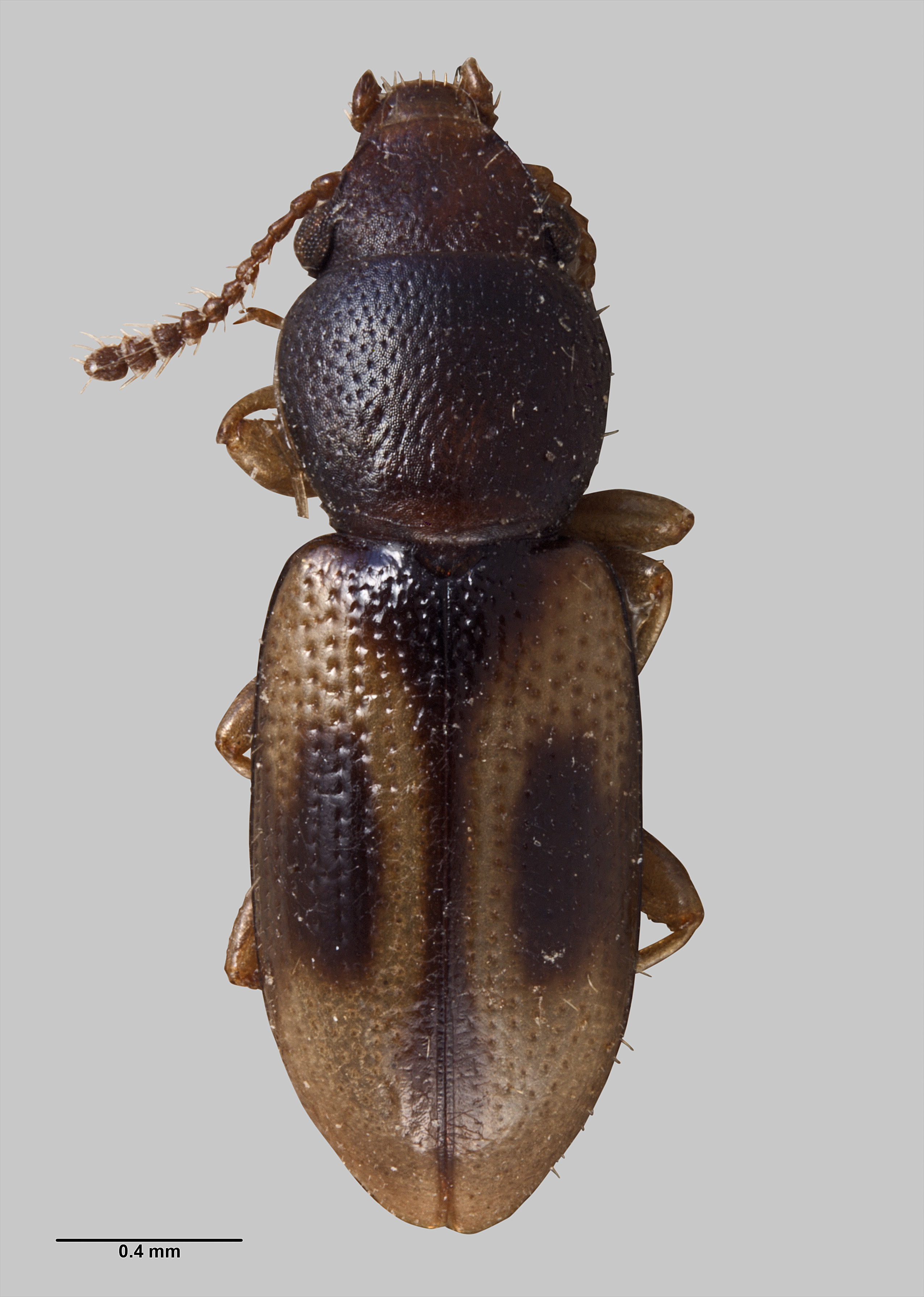
Salpingus lepidulus